# Torneig de les Tres Nacions 1997
El Torneig de les Tres Nacions de l'any 1997, fou la segona edició d'aquesta competició, realitzada entre el 19 de juliol i el 23 d'agost. Els All Blacks tornarien a guanyar el títol, per 2a vegada consecutiva, mostrant el seu potencial.

## Classificació
| Nació        | Partits | Partits  | Partits  | Partits | Punts   | Punts     | Punts      | Bonus | Taula de punts |
| Nació        | jugats  | guanyats | empatats | perduts | a favor | en contra | difèrencia | Bonus | Taula de punts |
| ------------ | ------- | -------- | -------- | ------- | ------- | --------- | ---------- | ----- | -------------- |
| Nova Zelanda | 4       | 4        | 0        | 0       | 159     | 109       | +50        | 2     | 18             |
| Sud-àfrica   | 4       | 1        | 0        | 3       | 148     | 144       | +4         | 3     | 7              |
| Austràlia    | 4       | 1        | 0        | 3       | 96      | 150       | −54        | 2     | 6              |

## Resultats
- Entre parèntesis el resultat al descans.

| Sud-àfrica | 32–35 (23–19) | Nova Zelanda                                                                                           | 19 de juliol de 1997 15:00 SAST (UTC+02) - Ellis Park, Johannesburg Assistència: 59,737 espectadors |
| Assaig: Russell Bennett, Naka Drotské Cons: Jannie de Beer (2) Pens: Jannie de Beer (4) Drops: Jannie de Beer (2) |               | Assaig: Frank Bunce (2), Carlos Spencer, Jeff Wilson Cons: Carlos Spencer (3) Pens: Carlos Spencer (3) | 19 de juliol de 1997 15:00 SAST (UTC+02) - Ellis Park, Johannesburg Assistència: 59,737 espectadors |

| Austràlia                                                                 | 18–33 (6–23) | Nova Zelanda                                                                                         | 26 de juliol de 1997 20:00 AEST (UTC+10) - Melbourne Cricket Ground, Melbourne Assistència: 90,119 espectadors |
| Assaig: George Gregan, Jason Little Cons: Matt Burke Pens: Matt Burke (2) |              | Assaig: Frank Bunce, Christian Cullen, Jeff Wilson Cons: Carlos Spencer (3) Pens: Carlos Spencer (4) | 26 de juliol de 1997 20:00 AEST (UTC+10) - Melbourne Cricket Ground, Melbourne Assistència: 90,119 espectadors |

| Austràlia                                                                                    | 32–20 (26–10) | Sud-àfrica                                                                                  | 2 d'agost de 1997 20:00 AEST (UTC+10) - Suncorp Stadium, Brisbane Assistència: 36,000 espectadors |
| Assaig: Ben Tune (2), Stephen Larkham, Daniel Manu Cons: David Knox (3) Pens: David Knox (2) |               | Assaig: Mark Andrews, Jannie de Beer, Os du Randt Cons: Jannie de Beer Pens: Jannie de Beer | 2 d'agost de 1997 20:00 AEST (UTC+10) - Suncorp Stadium, Brisbane Assistència: 36,000 espectadors |

| Nova Zelanda | 55–35 (23–21) | Sud-àfrica | 9 d'agost de 1997 19:35 NZST (UTC+12) - Eden Park, Auckland Assistència: 48,000 espectadors |
| Assaig: Christian Cullen (2), Alama Ieremia, Justin Marshall, Taine Randell, Carlos Spencer, Tana Umaga Cons: Carlos Spencer (4) Pens: Carlos Spencer (4) |               | Assaig: Ruben Kruger, Percy Montgomery, Pieter Rossouw, Gary Teichmann, Joost van der Westhuizen Cons: Jannie de Beer (3), Henry Honiball (2) | 9 d'agost de 1997 19:35 NZST (UTC+12) - Eden Park, Auckland Assistència: 48,000 espectadors |

| Nova Zelanda                                                                                               | 36–24 (36–0) | Austràlia                                                            | 16 d'agost de 1997 19:35 NZST (UTC+12) - Carisbrook, Dunedin Assistència: 42,500 espectadors |
| Assaig: Christian Cullen, Justin Marshall, Taine Randell Cons: Carlos Spencer (3) Pens: Carlos Spencer (5) |              | Assaig: Stephen Larkham (2), Joe Roff, Ben Tune Cons: David Knox (2) | 16 d'agost de 1997 19:35 NZST (UTC+12) - Carisbrook, Dunedin Assistència: 42,500 espectadors |

| Sud-àfrica | 61–22 (18–15) | Austràlia                                                       | 23 d'agost de 1997 15:00 SAST (UTC+2) - Loftus Versfeld, Pretoria Assistència: 51,000 espectadors |
| Assaig: Percy Montgomery (2), Mark Andrews, Warren Brosnihan, James Dalton, Jannie de Beer, Rassie Erasmus, Pieter Rossouw Cons: Jannie de Beer (6) Pens: Jannie de Beer (3) |               | Assaig: David Knox, Jason Little, Joe Roff Cons: David Knox (2) | 23 d'agost de 1997 15:00 SAST (UTC+2) - Loftus Versfeld, Pretoria Assistència: 51,000 espectadors |